# موتور لال محمد (بمبور الشرقي)
موتور لال محمد (بالإنجليزية: Mowtowr-e Lal Mohammad, Bampur)‏ هي منطقة سكنية تقع في إيران في سيستان وبلوتشستان. يقدر عدد سكانها بـ 193 نسمة بحسب إحصاء 2016.